# Bouleurs
Bouleurs település Franciaországban, Seine-et-Marne megyében. Lakosainak száma 1731 fő (2022. január 1.). Bouleurs Boutigny, Quincy-Voisins, Couilly-Pont-aux-Dames, Coulommes, Crécy-la-Chapelle és Saint-Germain-sur-Morin községekkel határos.

## Népesség
A település népességének változása:
| Lakosok száma | 1463 | 1498 | 1515 | 1645 | 1663 | 1680 | 1698 | 1720 | 1731 |
|               | 2013 | 2015 | 2016 | 2017 | 2018 | 2019 | 2020 | 2021 | 2022 |